# Seslav
Seslav (Bulgaars: Сеслав) is een dorp in het noordoosten van Bulgarije, gelegen in de gemeente Koebrat in oblast Razgrad. Het dorp ligt ongeveer 39 km ten noorden van Razgrad en 278 km ten noordoosten van de hoofdstad Sofia.

## Bevolking
Op 31 december 2020 telde het dorp Seslav 674 inwoners. Het aantal inwoners vertoont al tientallen jaren een dalende trend: in 1956 woonden er nog 1.361 personen in het dorp.
| Bevolkingsontwikkeling van Seslav tussen 1934 en 2020 |
| ----------------------------------------------------- |
|                                                       |
| ■ Volkstellingen ■ Schatting                          |

Het dorp heeft een gemengde bevolking. In februari 2011 identificeerden 361 van de 760 ondervraagden zichzelf als etnische Roma, oftewel 47,5% van alle ondervraagden, gevolgd door 334 etnische Turken (oftewel 43,9% van alle ondervraagden). De overige ondervraagden noemden zichzelf etnische Bulgaren (54 personen, oftewel 7,1%). In 2005 was de etnische samenstelling van de 976 inwoners nog als volgt: 531 Roma (54,5%), 383 Turken (39,3%) en 60 Bulgaren (6,2%).
| Etnische samenstelling van de respondenten (2011) | Etnische samenstelling van de respondenten (2011) | Etnische samenstelling van de respondenten (2011) | Etnische samenstelling van de respondenten (2011) | Etnische samenstelling van de respondenten (2011) |
| ------------------------------------------------- | ------------------------------------------------- | ------------------------------------------------- | ------------------------------------------------- | ------------------------------------------------- |
|                                                   |                                                   |                                                   |                                                   |                                                   |
| Bulgaren                                          | Bulgaren                                          |                                                   | 7,1%                                              | 7,1%                                              |
| Turken                                            | Turken                                            |                                                   | 43,9%                                             | 43,9%                                             |
| Roma                                              | Roma                                              |                                                   | 47,5%                                             | 47,5%                                             |
| Anders/Onbekend                                   | Anders/Onbekend                                   |                                                   | 1,5%                                              | 1,5%                                              |

Belovets - Bisertsi - Bozjoerovo - Goritsjevo - Kamenovo - Koebrat - Madrevo - Medovene - Ravno - Savin - Seslav - Sevar - Terter - Totsjilari - Joeper - Zadroega - Zvanartsi